# Narthecusa luteibasis
Narthecusa luteibasis är en fjärilsart som beskrevs av Louis Beethoven Prout. Narthecusa luteibasis ingår i släktet Narthecusa och familjen mätare. Inga underarter finns listade i Catalogue of Life.